# رینش ناخ
رینش ناخ (به آلمانی: Rinchnach) یک شهر در آلمان است که در بایرن واقع شده‌است.

## خصوصیات
رینش ناخ ۴۰٫۲۰ کیلومترمربع مساحت دارد ۵۶۴ متر بالاتر از سطح دریا واقع شده‌است.